# Михайлов, Пётр Павлович
Пётр Павлович Михайлов (18 сентября 1904, г. Ораниенбаум, Санкт-Петербургская губерния, Российская империя — 4 января 1981, Ленинград, СССР) — советский военно-морской деятель, вице-адмирал (27.01.1951).

## Биография
Родился 18 сентября 1904 года в городе Ораниенбаум, ныне город Ломоносов в составе Петродворцового района города федерального значения Санкт-Петербурга.

### Военная служба

#### Межвоенные годы
С сентября 1923 года — курсант военно-морского подготовительного училища. С сентября 1924 года — курсант  Военно-морского училища имени М. В. Фрунзе. С мая 1928 года, после окончания училища,  корабельный курсант крейсера  «Аврора» Балтийского флота. С октября 1928 года  служит помощником командира роты Машинной школы в городе Кронштадт. С марта 1929 года - помощник вахтенного начальника, вахтенный начальник  КР «Аврора». С октября 1930 года - слушатель артиллерийского  класса Специальных курсов комсостава ВМС РККА. С мая 1931 года - артиллерист  канонерской лодки «Красное Знамя» Морских сил Балтийского моря. Член ВКП(б) с 1931 года.
С марта 1932 года служит в Морских силах дальнего Востока в бригаде заграждения и траления:  командир тральщика № 2 , с сентября 1932 года - командир тральщика «Скрыплев», с декабря 1932 года - командир тральщика «Геркулес». С января 1934 года - командир  минного заградителя  «Ворошиловск» Тихоокеанского флота. С апреля  1936 года, после назначения  командиром 2-го дивизиона тральщиков бригады заграждения и траления ТОФ  находился в Ленинграде для приемки строящихся кораблей, с января 1937 года - командир строящегося  там же  гидрографического судна «Охотск». С июля по октябрь того же года совершил на нем переход из Кронштадта Северным морским путем во Владивосток, где корабль вступил в состав Тихоокеанского флота. С января 1938 года - начальник штаба бригады заграждения и траления ТОФ, в марте—августе 1939 года  успешно выполнил правительственное задание по усилению корабельного состава минно-тральных сил ТОФ: руководил переходом в апреле—мае отряда БТЩ ЧФ из Севастополя во Владивосток через Суэцкий канал, а в июне—августе того же года — отряда БТЩ КБФ из Кронштадта во Владивосток через Панамский канал.  С  сентября 1939 года - командир бригады заграждения и траления ТОФ. С октября 1939 года - командир охраны водного района Главной  базы ТОФ во Владивостоке.  С декабря 1940 года- слушатель КУВНАС при ВМА им. К. Е. Ворошилова. В апреле 1941 года, после окончания Курсов, вернулся на прежнюю должность.

#### Великая Отечественная война
С началом войны  продолжал командовать ОВР, решая задачи по обеспечению безопасности плавания в этом районе военного и торгового флотов. ОВР  по своей подготовке являлась лучшим соединением флота.  17 июня 1942 года Михайлову было присвоено воинское звание - контр-адмирал.  За достигнутые успехи в руководстве ОВР, а также за два довоенных океанских перехода, контр-адмирал Михайлов был награждён  орденом Ленина.
С мая 1944 года - командир  охраны водного района Главной  базы Северного флота  в Ваенге.  Под его командованием  проводились операции по поиску подводных лодок противника, обеспечивалась безопасность плавания кораблей союзных и внутренних конвоев на морских коммуникациях Мурманск—Лиинахамари, Мурманск—Иоканьгская ВМБ, Мурманск—полуостров Рыбачий. В октябре 1944 года участвовал в подготовке десантных  операций в заливе Мааттивуоно, руководил высадкой десанта и конвоями в 1944—1945 гг. на коммуникациях Мурманск—Лиинахамари—Мурманск при активном воздействии подводных лодок противника.
Из наградного листа ордена Ушакова II ст.: «Михайлов отлично и хорошо организовал подготовку катеров и личного состава к десантной операции, успешно выполнил операцию без потерь в катерах и личном составе... Корабли ОВРа Гл. базы под командованием Михайлов выполнили следующие операции: несение дозора у входа в Кольский залив, гидроакустического дозора в Кольском заливе на всех линиях дозора, произведено 17 выходов на траление, 39 выходов на поиск и уничтожение подводных лодок пр-ка. Проведено 92 конвоя в составе 264 транспортов... Сам Михайлов принимал личное участие в 6-ти проводках конвоев, назначаясь командиром конвоя... Показал отличное руководство обеспечением проведенных операций кораблями ОВРа Главной базы как в пределах базы, так и за пределами ее».
С марта 1945 года - командующий Кольским морским оборонительным районом.
За время войны контр-адмирал Михайлов был два раза персонально упомянут в благодарностях в приказах Верховного Главнокомандующего

#### Послевоенное время
После окончания войны оставался в прежней должности. С апреля 1947 года - командующий Кронштадтским морским оборонительным районом. С июня 1947 года - командир Кронштадтской военно-морской базы 8-го ВМФ. С мая 1948 года -  начальник штаба — 1-й заместитель командующего 4-го ВМФ.  С апреля 1952 года-в распоряжении главкома ВМС. С августа 1953 года - начальник Высшего военно-морское инженерного радиотехнического училища. С июня 1956 года - начальник  Высших специальных офицерских классов ВМФ. С июля 1960 года вице-адмирал Михайлов  в запасе, а затем в отставке.
Скончался 4 января 1981 года в Ленинграде, похоронен там же на  Большеохтинском кладбище.

## Награды
- два ордена Ленина (31.05.1943[6], 20.06.1949[7][8];
- два ордена Красного Знамени (03.11.1944[8][9], 03.11.1953[8][10]);
- орден Нахимова I степени (28.06.1945)[11];
- орден Ушакова II степени (31.03.1945)[12];
- орден Отечественной войны I степени (27.10.1944)[13]
  - медали в том числе:
  - «За оборону Советского Заполярья» (1944)[14];
  - «За победу над Германией в Великой Отечественной войне 1941—1945 гг.» (1945)[15];
  - «Ветеран Вооружённых Сил СССР» (1976)
- наградное оружие (1931, 1954)

Приказы (благодарности) Верховного Главнокомандующего в которых отмечен П. П. Михайлов.
- За овладение городом Петсамо (Печенга) – важной военно-морской базой и мощным опорным пунктом обороны немцев на Крайнем Севере. 15 октября 1944 года № 197.
- За полное освобождение Печенгской (Петсамской) области от немецких захватчиков. 1 ноября 1944 года № 208.